# Nancy Wilson (chanteuse)
Pour les articles homonymes, voir Nancy Wilson et Wilson.
Nancy Sue Wilson, née le 20 février 1937 à Chillicothe dans l'Ohio) et morte le 13 décembre 2018 à Pioneertown en Californie, est une chanteuse et actrice américaine. Avec plus de 70 albums à son actif, sa carrière musicale s'étale sur plus de cinq décennies, des années 1950 aux années 2010, et est couronnée par trois Grammy Awards. Elle est notamment connue pour ses interprétations de (You Don't Know) How Glad I Am (en) et de Guess Who I Saw Today (en).
Chanteuse de blues, de jazz, de rhythm and blues, de pop et de soul music, qualifiée d'« actrice accomplie » et d'« artiste parfaite », elle préférait se présenter comme « styliste du chant ». Elle fut surnommée Sweet Nancy, The Baby, Fancy Miss Nancy ou The Girl With the Honey-Coated Voice.

## Débuts
Issue d'une famille afro-américaine, elle est née le 20 février 1937 à Chillicothe,,, dans l'Ohio, et est le premier des six enfants d'Olden Wilson, ouvrier dans une fonderie de fer, et de Lillian Ryan, une femme de chambre,. Le père de Wilson achète des disques à écouter chez lui. Très tôt, elle entend des enregistrements de Billy Eckstine, Nat King Cole et Jimmy Scott avec le Big Band de Lionel Hampton. Elle raconte : « Le juke-joint situé dans le pâté de maisons avait un excellent jukebox, et là j'ai entendu Dinah Washington, Ruth Brown, LaVern Baker, Little Esther ». Elle prend conscience de son talent en chantant dans des chorales d'église, en imitant les chanteurs dans son enfance et en se produisant dans la maison de sa grand-mère lors de visites estivales. À l'âge de quatre ans, elle sait qu'elle deviendra chanteuse.
À l'âge de 15 ans, alors qu'elle est étudiante à West High School, elle remporte un concours de talents sponsorisé par la chaîne de télévision locale WTVN. Le prix est une apparition dans une émission de télévision deux fois par semaine, Skyline Melodies, qu'elle finit par animer. Elle travaille dans des clubs à l'est et au nord de Columbus, dans l'Ohio, de 15 ans jusqu'à ce qu'elle obtienne son diplôme de West High School à 17 ans. Incertaine de son avenir en tant qu'artiste, elle entre à l'université pour poursuivre ses études. Elle passe un an au Central State College de l’Ohio (maintenant la Central State University) avant de quitter l’école et de suivre ses ambitions initiales. Elle passe une audition et remporte une place avec le Carolyn Club Big Band de Rusty Bryant (en) en 1956. Elle fait une tournée avec eux à travers le Canada et le Midwest de 1956 à 1958. Dans ce groupe, Wilson effectue son premier enregistrement chez Dot Records.

## Carrière

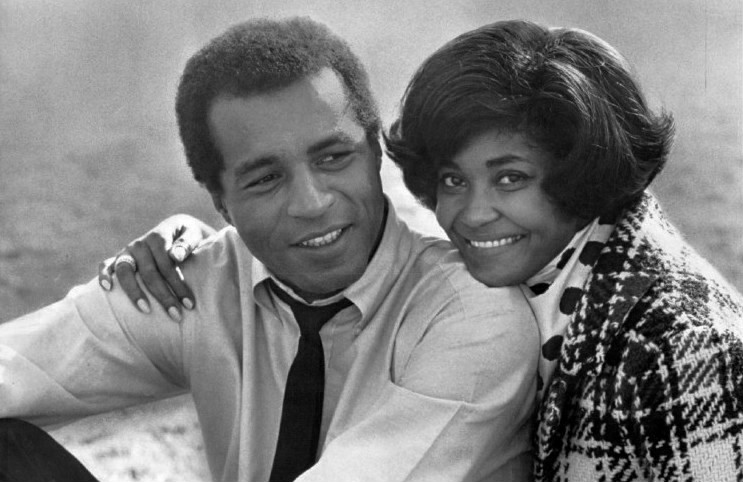
Avec Lloyd Haynes dans l'émission Room 222, 1970.

Elle fait la connaissance de Julian Cannonball Adderley qui l'incite à déménager à New York dans l'intérêt de sa carrière. Elle s'y installe en 1959 pour se rapprocher du manager d'Adderley et dans l'espoir de signer à Capitol Records. Quatre semaines après son arrivée, on la contacte pour remplacer le chanteur de jazz Irene Reid (en) au club Blue Morocco. Le club décide de l'embaucher de façon permanente, elle s'y produit quatre soirs par semaine après avoir travaillé en journée comme secrétaire pour l'institut de technologie de New York. L'agent John Levy envoie des enregistrements de Guess Who I Saw Today, Sometimes I'm Happy (Sometimes I'm Blue) et deux autres chansons à Capitol Records qui signe avec elle en 1960.

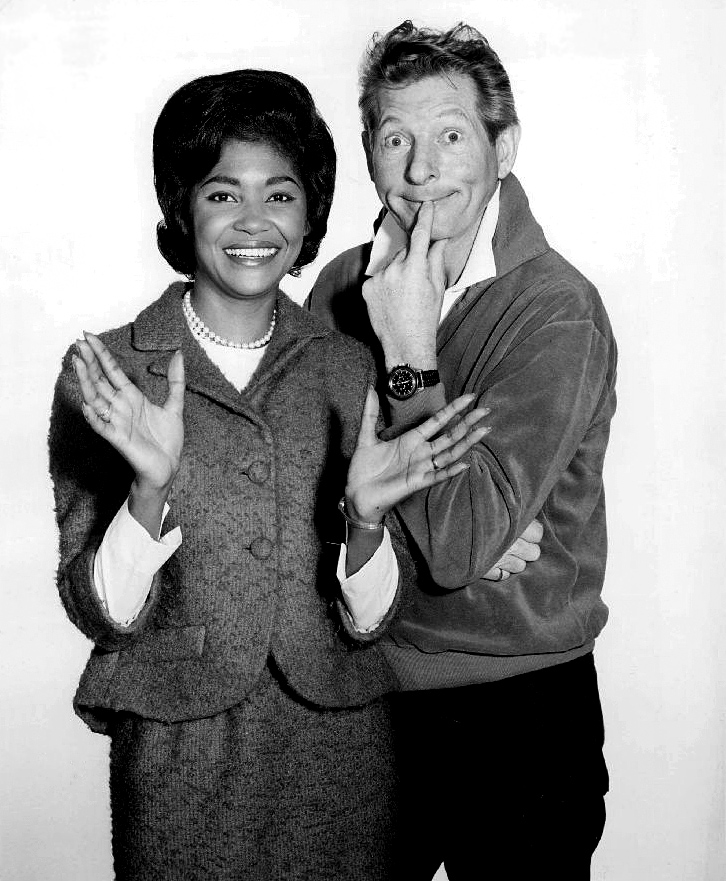
Avec Danny Kaye, 1965.

Son premier single, Guess Who I Saw Today (en) connaît un tel succès que Capitol Records sort dans la foulée cinq albums en l'espace de deux ans entre avril 1960 et juillet 1962, Like in Love reflétant son talent de chanteuse de rhythm and blues. Adderley lui conseille alors de s'éloigner de son style "pop" et de se rapprocher des ballades de jazz. En 1962, ils travaillent tous deux à l'album Nancy Wilson/Cannonball Adderley (en) dont le morceau Save Your Love For Me la propulse sur le devant de la scène nationale, puis elle collabore à l'album live d'Adderley, In Person. Entre mars 1964 et juin 1965, quatre des albums de Nancy Wilson entrent dans le top 10 des meilleurs albums du hit-parade du magazine Billboard. En 1963, Tell Me The Truth connaît un énorme succès, l'amenant à se produire en 1964 au nightclub Cocoanut Grove à l'Ambassador Hotel de Los Angeles : l'accueil critique est unanime et constitue un tournant dans sa carrière. Le magazine Time la décrit « à la fois cool et douce, à la fois chanteuse et conteuse ». En 1964 sort (You Don't Know) How Glad I Am, son plus grand succès, qui se classe à la 11e place du top 100, classement où onze de ses chansons figurent entre 1963 et 1971

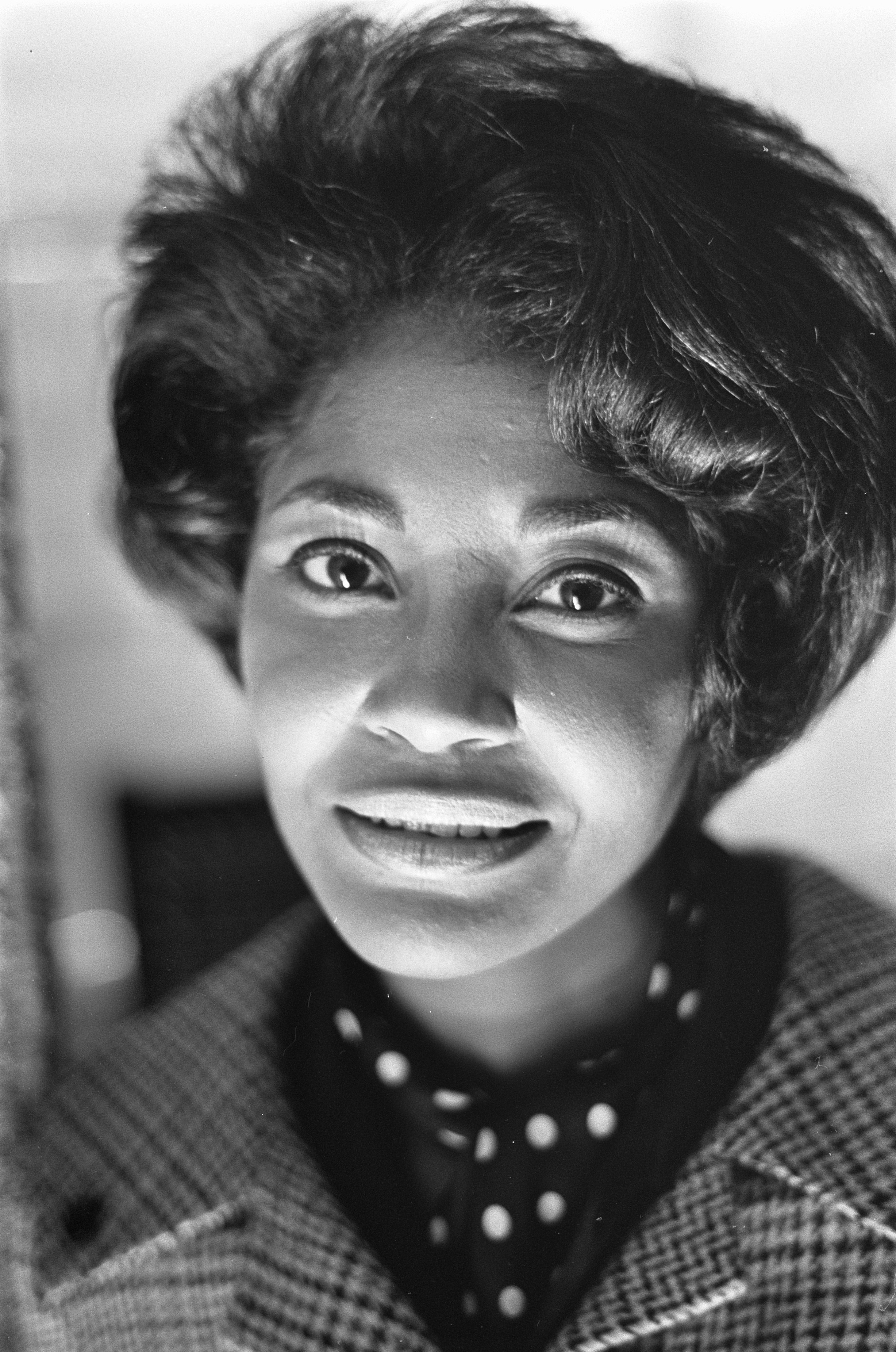
Nancy en mars 1968.

Après nombre d'apparitions télévisées comme invitée, elle anime sa propre émission, le Nancy Wilson Show, de 1967 à 1968, qui obtient un Emmy Award. Elle apparaît dans de nombreuses séries télévisées et émissions à succès comme Les Espions, Room 222, Hawaï police d'État, Police Story, le show de Jack Paar, celui de Sammy Davis, Jr. en 1966, The Danny Kaye Show (en), The Smothers Brothers Comedy Hour (en), des séries de Kraft Music Hall (en), The Sinbad Show (en), le Cosby Show, The Andy Williams Show (en), The Carol Burnett Show, Soul Food : Les Liens du sang, New York Undercover, et les sitcoms Moesha et Les Parker,. On la voit également au Ed Sullivan Show, au Merv Griffin Show (en), au Tonight Show, au Arsenio Hall Show (en) et au Flip Wilson Show (en). Elle joue dans le film The Big Score (en) en 1983, et Meteor Man de Robert Townsend en 1993.
Elle signe à nouveau chez Capitol Records à la fin des années 1970, et sort l'album Life, Love and Harmony. Dans les années 1980, elle enregistre cinq albums auprès de labels japonais qui lui permettent d'enregistrer lors de concerts, chose dont les maisons d'édition américaines ne lui donnaient guère l'opportunité.
En 1982, elle enregistre avec Hank Jones et son Great Jazz Trio, puis la même année avec Joe Henderson, Chick Corea, Stanley Clarke et Lenny White pour l'album Echoes of an Era 2: The Concert (en). En 1987, elle chante au show télévisé Newport Jazz 87', formant un trio avec John Williams et Roy McCurdy. Chez CBS, elle signe pour plusieurs albums dont The Two of Us (1987) où elle chante avec Ramsey Lewis, Forbidden Lover (1987) comprenant un duo avec Carl Anderson, et A Lady with a Song (1989), son 52e album. En 1989 également, le live Nancy Wilson in Concert est retransmis à la télévision. Dans les années 1990, elle enregistre With My Lover Beside Me, un album en hommage au compositeur et interprète Johnny Mercer, puis deux autres albums, Love, Nancy et If I Had it My Way. Fin des années 1990, elle participe à MCG Jazz, un programme éducatif pour la jeunesse d'une association de Pittsburgh.
En 1995, elle se produit au New Orleans Jazz & Heritage Festival et en 1997 au San Francisco Jazz Festival (en). En 1999, elle anime le show Forever Ella en hommage à Ella Fitzgerald sur A & E Network. Tous les bénéfices de son album A Nancy Wilson Christmas (en) (2001) sont versés au programme éducatif MCG Jazz. Elle anime l'émission Jazz Profiles (en) sur NPR de 1996 à 2005, émission qui retrace la légende et l'héritage du jazz en diffusant de la musique, des interviews et des documentaires. Le programme et son animatrice reçoivent un Peabody Award en 2001. Ses deuxième et troisième albums avec MCG Jazz, R.S.V.P. (Rare Songs, Very Personal) (en) sorti en 2005, et Turned to Blue (en) sorti en 2007, reçoivent tous deux le Grammy Award du meilleur album de jazz vocal. Le 10 septembre 2011, elle se produit pour la dernière fois en public à l'université de l'Ohio à Athens. Elle déclare alors : « Je ne vais pas continuer, et quel est le meilleur endroit pour finir que celui où j'ai commencé : en Ohio ».

## Vie privée
Elle épouse le musicien Kenny Dennis (en) en 1960, ils ont un fils, Kenneth "Kacy" Dennis Jr. Ils divorcent en 1970. En 1973, elle épouse Wiley Burton, un prêtre presbytérien, leur fille Samantha naît en 1975, et ils adoptent Sheryl en 1976. Ses parents meurent en novembre 1998, elle décrira cette période comme la plus difficile de sa vie. 
En 2008, son époux Wiley Burton meurt d'un cancer. Nancy Wilson meurt le 13 décembre 2018 à son domicile de Pioneertown en Californie,.

## Récompenses et hommages
- 1964 : Grammy Award du meilleur album de rhythm and blues pour How Glad I Am ;
- 1986 : nommée meilleure animatrice de l'année par l'association mondiale des maires ;
- 1990 : reçoit une étoile sur le Hollywood Walk of Fame au 6541 Hollywood Boulevard[24] ;
- 1992 : le magazine Essence la consacre « grande diva » du jazz[25] ;
- 1992 : prix Whitney Young Jr. de l'Urban League ;
- 1993 : prix du Centre Martin Luther King Jr. pour le changement social non violent ;
- 1994 : Trumpet Award de la Trumpet Foundation ;
- 1998 : prix des lecteurs de Playboy du meilleur chanteur de jazz[8] ;
- 1998 : NAACP Image Awards ;
- 1999 : entre au Big Band and Jazz Hall of Fame (en) ;
- 2004 : NEA Jazz Masters Fellowship du NEA ;
- 2005 : NAACP Image Award for Outstanding Jazz Artist (en) ;
- 2005 : Trumpet Award du UNCF ;
- 2005 : entre au International Civil Rights Walk of Fame (en) ;
- 2005 : Grammy Award du meilleur album de jazz vocal pour R.S.V.P. (Rare Songs, Very Personal)
- 2007 : Grammy Award du meilleur album de jazz vocal pour Turned to Blue

## Discographie
- 1960 : Like in love
- 1960 : Something wonderful
- 1961 : The swingin's mutual
- 1962 : Nancy Wilson / Cannonball Adderley
- 1962 : Hello young lovers
- 1963 : Broadway my way
- 1963 : Hollywood my way
- 1963 : Yesterday's love song today blues
- 1964 : Today, tomorrow, forever
- 1964 : How glad I am
- 1965 : The Nancy Wilson Show (Coconut Grove)
- 1965 : Today my way
- 1965 : Gentle is my love
- 1966 : From Broadway with love
- 1966 : A touch of today
- 1966 : Tender loving care
- 1966 : Nancy, naturally
- 1967 : Just for now
- 1967 : Lush life
- 1968 : Welcome to my love
- 1968 : Easy
- 1968 : Sound of Nancy Wilson
- 1969 : Nancy
- 1969 : Son of a preacher man
- 1969 : Hurt so bad
- 1970 : Can't take my eyes off you
- 1970 : Now I'm a woman
- 1971 : But beautiful
- 1971 : Kaleidoscope
- 1973 : I know I love him
- 1974 : All in love is fair
- 1975 : Come get to this
- 1975 : Touch of today
- 1976 : This mother's daughter
- 1977 : I've never been to me
- 1978 : Music on my mind
- 1979 : Lifr, love and harmony
- 1980 : Take my love
- 1982 : Echoes of an era
- 1982 : What's new
- 1983 : Your eyes
- 1983 : I'll be a song
- 1984 : Godsend
- 1984 : The two of us
- 1985 : Keep you satisfied
- 1986 : Good and bad times (with Crusaders)
- 1987 : Forbidden lover
- 1988 : Nancy now
- 1990 : A lady with a song
- 1991 : With my love beside me
- 1992 : Next exit (with Grover Washington)
- 1994 : Love, Nancy
- 1997 : If I had my way
- 2001 : A N.Wilson Christmas
- 2002 : The essence of Nancy Wilson - Four decades of music
- 2002 : Ramsey Lewis & Nancy Wilson
- 2004 : R.S.V.P
- 2005 : Live From Las Vegas
- 2006 : Turned to Blue

## Concerts (DVD)
- 2001 : Nancy Wilson at Carnegie Hall
- 2005 : Great Women Singers of the 20th Century – Nancy Wilson

## Filmographie
- 1964 : À bout portant : chanteuse (non créditée au générique) ;
- 1983 : The Big Score (en) : Angie Hooks ;
- 1993 : Meteor Man : la principale Laws ;
- 2005 : The Naked Brothers Band: The Movie, film musical : elle-même.

### Télévision
| Année     | Titre                      | Rôle                              | Épisodes                                                             |
| --------- | -------------------------- | --------------------------------- | -------------------------------------------------------------------- |
| 1965      | L'Homme à la Rolls         | Choo Choo                         | Who Killed Wimbledon Hastings?                                       |
| 1966      | I Spy                      | Lori                              | Lori                                                                 |
| 1966–1967 | The Red Skelton Show       | Singer/Store Detective/Dr. Cagney | The Bum Who Came in from the Cold (1966) Clothes Make the Bum (1967) |
| 1968      | That's Life (en)           | Lillian Moore                     | Bachelor Days How We Met                                             |
| 1968      | The Carol Burnett Show     | Elle-même                         | Invitée, avec Lucille Ball and Eddie Albert                          |
| 1970      | Room 222                   | Michelle Scott                    | Play It Loose                                                        |
| 1970      | Hawaï police d'État        | Eadie Jordan                      | Trouble In Mind                                                      |
| 1972      | O'Hara, U.S. Treasury (en) | Poppy Grant                       | Operation: Rake-Off                                                  |
| 1973      | Search                     | Sugar Francis                     | The Mattson Papers                                                   |
| 1973      | Sur la piste du crime      | Darlene Clark                     | The Confession                                                       |
| 1974      | Police Story               | Kelly Craig                       | World Full of Hurt                                                   |
| 1989      | It's a Living (en)         | Ivy Reynolds                      | The Ginger's Mother Show                                             |
| 1989      | The Cosby Show             | Lorraine Kendall                  | Grampy and NuNu Visit the Huxtables                                  |
| 1993–1994 | The Sinbad Show (en)       | Louise Bryan                      | 9 épisodes                                                           |
| 1995–1997 | The Parent 'Hood (en)      | Dr. Carolyn Plemmer/Elizabeth     | The Paw That Rocks the Cradle (1995) Mother and Law (1997)           |
| 2001      | Les Parker                 | Aunt Rita                         | Family Ties and Lies                                                 |